# (136795) Tatsunokingo
(136795) Tatsunokingo est un astéroïde Apollon aréocroiseur potentiellement dangereux découvert le 16 janvier 1997 par Takashi Hasegawa à l'observatoire de Kiso.
Sa distance minimale d'intersection de l'orbite terrestre est de 0,036 ua, soit 5,4 millions de km.